# Лас Пресас, Лагунитас (Тонала)
Лас Пресас, Лагунитас (шп. Las Presas, Lagunitas) насеље је у Мексику у савезној држави Халиско у општини Тонала. Насеље се налази на надморској висини од 1543 м.

## Становништво
Према подацима из 2010. године у насељу је живело 10 становника.

### Хронологија
| Година       | 2000       | 2005         | 2010 |
| ------------ | ---------- | ------------ | ---- |
| Становништво | 11 (8 / 3) | 21 (10 / 11) | 10   |

### Попис
| # | Индикатор                     | Вредност |
| - | ----------------------------- | -------- |
| 1 | Укупно домаћинстава           | 21       |
| 2 | Укупно насељених домаћинстава | 1        |
| 3 | Величина локације             | 1        |